# André Colomer
Pour les articles homonymes, voir Colomer.
André Colomer, né le 4 décembre 1886 à  Cerbère (Pyrénées-Orientales) et mort le 7 octobre 1931 à Moscou (URSS), est un poète français. Théoricien lyrique de la violence, anarchiste individualiste puis anarcho-syndicaliste et enfin communiste.

## Biographie
André Colomer, né à Cerbère, élevé ensuite à Paris, découvre à 12 ans l'idéal anarchiste au cours de la lecture des œuvres de Zola. Il est lycéen à Bordeaux, mais l'individualisme lui fait prendre une année sabbatique qu'il occupe sur la Méditerranée. L'année suivante, il suit les cours qui lui permettent d'obtenir le baccalauréat, rentre à Louis-le-Grand où il prépare le concours d'entrée à l'École normale supérieure. Mais c'est un échec. Il est appelé alors par l'armée au sujet du service militaire qu'il effectue à Perpignan en 1906.
Il enseigne en tant que professeur au collège de Blois, et répétiteur au lycée Lakanal. Mais cela ne dure pas longtemps. Il s'installe à Paris, se met à écrire et devient journaliste. Il fonde deux revues d'art avec Roger Dévigne, Bernard Marcotte, Gabriel-Tristan Franconi (un des fondateurs de la première revue), et d'autres amis : La Foire aux Chimères («Organe du Groupe d'Action d'Art Les Visionnaires») (1907-1908) et Les Actes des Poètes (1909-1910). Il fonde en 1913, avec Banville d'Hostel, une autre revue : L'Action d'Art. 
En 1911, il refuse d'accomplir une période militaire de 28 jours et est incarcéré à la prison du Cherche-Midi. Il y est malade, on le réforme et il est libéré. En septembre 1914, il est convoqué devant un conseil de réforme auquel il ne se rend pas. Il préfère partir pour l'Italie avec sa femme Madeleine.
Il commence à rédiger À nous deux, Patrie ! où il proclame : « Guerre ou Révolution pourraient éclater. Ni l'une ni l'autre ne me compterait au rang de ses soldats ; ni l'une ni l'autre n'aurait mon sang de héros parmi ses rangs. ».
En 1915, l'Italie entre en guerre, ce qui l'amène à la clandestinité. Sa maladie ne faisant qu'empirer, il est obligé de prendre le risque d'être découvert. Il est arrêté et transféré à Perpignan. Vu son état de santé critique, on lui accorde une réforme définitive qui se trouve être le jour de l'armistice.
Dès 1919, il écrit dans l'hebdomadaire Le Libertaire duquel il sera nommé secrétaire de rédaction. Au sein du Club des Insurgés, il est orateur lors d'exposés publics dont l'un qui a pour titre : Qui est coupable ? La Société ou le Bandit ?  a lieu à la Maison des Syndicats, boulevard Auguste-Blanqui. Il crée le Syndicat des Écrivains et le Syndicat des Auteurs Dramatiques en 1920, et devient secrétaire du Comité intersyndical du Spectacle. Il est cofondateur de la Confédération générale du travail unitaire en 1921. Quoique ce syndicat soit proche du Parti communiste français, Colomer ne se passionne pas pour la révolution russe de 1917. Il pense que la Révolution est « un mythe » et un « grand mot creux ». Le 18 novembre 1921, il écrit dans le Libertaire : « Quand les travailleurs seront les maîtres, suivant la conception anarchiste, ils ne seront que les maîtres de la matière inanimée qu'ils activent de leurs efforts. Pour se libérer, s'organiser et se défendre, les individus-producteurs n'ont besoin ni de politiciens, ni de généraux, ni de commissaires du peuple. Laissez-leur supprimer l'État, ses fonctionnaires, ses rouages, ses lois, toute la vieille carcasse d'oppression collective - et vous verrez, par le seul jeu de l'intérêt et de l'affection, les hommes produire, les individus se grouper et vivre à la recherche de classe et d'harmonie. ».
En août 1922, il devient directeur de La Revue anarchiste. Le 24 novembre 1923 a lieu l'affaire Philippe Daudet pour laquelle Colomer révélera (deux ans plus tard dans L'Insurgé) que Le Flaoutter était un agent provocateur, indicateur de police. En 1925, à Montpellier il fait une conférence sur « Deux monstres, Dieu et la Patrie, ravagent l'humanité » ; Léo Malet, est dans la salle, bouleversé par le tempérament fiévreux de Colomer, qui lui montre la voie libertaire. Il s'ensuit une correspondance. Ses mémoires sont éditées dans lesquelles un chapitre est consacré à la bande à Bonnot. Le 12 décembre, il fait paraître un texte dans son journal sous le titre Choisir ! : « Je serai avec les prolétaires quand ils se révolteront contre les ordres de l'État, quand ils feront figure d'insurgés - même s'ils réalisent cette insurrection sous les drapeaux rouges du Bolchevisme. ».
À la suite de la « thèse de l'assassinat » de Philippe Daudet qu'on lui reproche, Colomer quitte le Libertaire pour créer l'hebdomadaire L'Insurgé auquel participent sa femme Hauteclaire (Madeleine Colomer), Sébastien Faivre, Henry Poulaille, Maurice Wullens, Noël Letam (Léo Malet)... Colomer habite alors au 259 rue de Charenton à Paris. En février 1927, il tombe à nouveau gravement malade. Il se convertit quelques mois après au bolchevisme et adhère au PCF. Accueilli avec sa famille à Moscou, il meurt en 1931.

### Hommage posthume
Clin d'œil posthume de Léo Malet, un personnage de sa célèbre série policière Les nouveaux mystères de Paris , collaborateur et indicateur du détective Nestor Burma est nommé "Bob Colomer" , il figure notamment dans l'un des premiers opus de la série , 120 quai de la Gare.

## Œuvres
- Roland Malmos (roman).
- le Réfractaire (drame en trois actes).
- À nous deux, Patrie ! (mémoires), paru en feuilleton dans L’Action d’art en 1919-1920, édité en brochure en 1925.

### Préface
- La Persécution des anarchistes et des syndicalistes révolutionnaires dans la Russie soviétique, traduction du russe par Voline, La Librairie sociale, décembre 1922.